# Sean Russell
Pour les articles homonymes, voir Russell.
Œuvres principales
- Série Le Frère initié
- Série La Guerre des cygnes

Sean Russell, né le 30 janvier 1952 à Toronto, est un écrivain de fantasy canadien de langue anglaise. 

## Biographie
Sean Russell est né en 1952 à Toronto. À l'âge de trois ans, sa famille déménage dans la périphérie de la ville et s'installe dans un chalet au bord du lac Ontario. Russell y développe un profond amour pour l'eau, une passion visible dans ses livres. À l'âge de dix ans, il décide de devenir auteur. Plus tard, à la lecture du Seigneur des anneaux de J. R. R. Tolkien, il sait qu'il écrira de la fantasy. Après l'université, il déménage à Vancouver puis, deux ans plus tard, à l'île de Vancouver où il vit aujourd'hui avec sa famille. Sean Russell publie son premier roman en 1991. Depuis, il est bien connu comme auteur de fantasy. Il a notamment reçu le prix Imaginales 2005 pour Le Frère initié, dans la catégorie Roman étranger.

## Œuvres

### SérieLe Frère initié
1. Le Frère initié, L'Atalante, 2004 ((en) The Initiate Brother, 1991), trad. Pierre Goubert
2. Le Berger des nuages, L'Atalante, 2005 ((en) Gatherer of Clouds, 1992), trad. Pierre Goubert

### SérieUn monde sans fin
1. Un monde sans fin, L'Atalante, 2005 ((en) World Without End, 1995), trad. Lionel Davoust
2. Une mer sans rivage, L'Atalante, 2006 ((en) Sea Without a Shore, 1996), trad. Lionel Davoust

### SérieSous les collines voûtées
1. Sous les collines voûtées, L'Atalante, 2008 ((en) Beneath the Vaulted Hills, 1997), trad. Lionel Davoust
2. Le Compas de l'âme, L'Atalante, 2008 ((en) The Compass of the Soul, 1998), trad. Lionel Davoust

### SérieMemoirs of a Bow Street Runner
1. (en) The Thief Taker, 2001
2. (en) The Emperor's Assassin, 2003

### SérieLa Guerre des cygnes
1. Le Royaume unique, Gallimard, coll. « Folio SF » no 263, 2007 ((en) The One Kingdom, 2001), trad. Sheila Le PennecParu précédemment en deux volumes (Le Royaume unique et La Rivière aux esprits) aux éditions Mnémos en 2003
2. L'Île de la bataille, Mnémos, 2003 ((en) The Isle of Battle, 2002), trad. Sheila Le PennecRéédition, Gallimard, coll. « Folio SF » no 272, 2007
3. Les Routes de l'ombre, Mnémos, 2005 ((en) The Shadows Road, 2004), trad. Guillaume Le PennecRéédition, Gallimard, coll. « Folio SF » no 288, 2007

### SérieCharles Hayden
Cette série, parue sous le nom de Sean Thomas Russell, est constituée de romans historiques  centrés sur le HMS Themis, une frégate de la Royal Navy durant la période de la Révolution française.
1. (en) Under Enemy Colours, 2007
2. (en) A Battle Won, 2010
3. (en) A Ship of War, 2012Paru aux États-Unis sous le titre Take, Burn or Destroy
4. (en) Until the Sea Shall Give Up Her Dead, 2014